# Гармонический мажор
Гармони́ческий мажо́р — разновидность звукоряда мажорного лада, характерной особенностью которого, отличающей его от натурального мажора, является пониженная 6 ступень.
Гармонический мажорный лад строится следующим образом (в порядке восхождения): тон-тон-полутон-тон-полутон-полуторатон-полутон. С помощью VI ступени, которая в гармоническом мажоре является пониженной, в мажоре можно построить интервалы, идентичные минору, например, увеличенную секунду (ув. 2) на VI ступени.
Гармонический мажор специфически окрашен благодаря увеличенной секунде между VI и VII ступенями, придающей звукоряду ориентальный колорит.